# Liga Sudamericana de Baloncesto Femenino 2024
La Liga Sudamericana de Baloncesto Femenino 2024 fue la séptima edición de este torneo con esta denominación si se considera la edición del 2002, y la 22.ª edición en general de la competencia continental para clubes de básquetbol femenino. Participaron ocho equipos de ocho países, disputándose en dos sedes entre mayo y junio de 2024.
La Primera Fase se jugó en Paraguay (Grupo A) y Argentina (Grupo B). La sede de la fase final fue Paraguay. El campeón fue el equipo brasilero SESI Araraquara tras vencer 87-69 al Aguada de Uruguay.

## Equipos participantes
| País             | Equipo               | Vía de clasificación                                     |
| ---------------- | -------------------- | -------------------------------------------------------- |
| Argentina 1 cupo | Obras Sanitarias     | Subcampeón del Torneo Apertura 2023                      |
| Bolivia 1 cupo   | Club de Tenis La Paz | Campeón de la Liga Boliviana de Básquetbol Femenino 2023 |
| Brasil 1 cupo    | SESI Araraquara      | Campeón de la Liga de Basquete Feminino 2023             |
| Chile 1 cupo     | Universidad de Chile | Subcampeón de la Liga Nacional Femenina 2023             |
| Colombia 1 cupo  | Power Basketball     |                                                          |
| Ecuador 1 cupo   | Ambato Soldiers      | Campeón de la Liga Nacional Femenina 2024                |
| Paraguay 1 cupo  | Félix Pérez Cardozo  | Campeón de la Liga Nacional Femenina 2023                |
| Uruguay 1 cupo   | Aguada               |                                                          |

## Modo de disputa
El torneo estuvo dividido en dos etapas: una ronda preliminar y un play-off final.
Primera ronda
Los ocho participantes se dividieron en dos grupos en dos sedes distintas, donde disputaron partidos en un sistema de todos contra todos dentro de cada uno. A fin de puntuar, cada equipo recibió 2 puntos por victoria y uno por derrota. 
El Grupo A se disputó en Paraguay, del 3 al 5 de mayo, con la presencia del anfitrión Félix Pérez Cardozo, el SESI Araraquara Basquete (Brasil), Ambato Soldiers de Ecuador, y la Universidad de Chile. El Grupo B, por su parte, se disputó en Argentina del 9 al 11 de mayo, con el club Obras Sanitarias actuando como local, además del Club de Tenis La Paz (Bolivia), el Aguada (Uruguay) y el colombiano Power Basketball.
Los dos mejores equipos de cada grupo avanzaron al Final 4, que se jugó el 15 y 16 de junio en Luque (Paraguay).

## Primera fase

### Grupo A
| Pos. | Equipo               | Pts | PJ | PG | PP | PF  | PC  | Dif |
| ---- | -------------------- | --- | -- | -- | -- | --- | --- | --- |
| 1.   | Félix Pérez Cardozo  | 6   | 3  | 3  | 0  | 225 | 196 | 29  |
| 2.   | Sesi Araraquara      | 5   | 3  | 2  | 1  | 233 | 179 | 54  |
| 3.   | Ambato Soldiers      | 4   | 3  | 1  | 2  | 197 | 228 | -31 |
| 4.   | Universidad de Chile | 3   | 3  | 0  | 3  | 180 | 232 | -52 |

|  | Clasificado a la siguiente ronda. |

Los horarios corresponden a la hora local.
| 3 de mayo      | Ambato Soldiers                                                       | 52–83                                | Sesi Araraquara                                                       | Asunción                                                         |  |
| 18:30 (GMT -4) | Parciales: 12-32, 15-16, 13-27, 12-8                                  | Parciales: 12-32, 15-16, 13-27, 12-8 | Parciales: 12-32, 15-16, 13-27, 12-8                                  |                                                                  |  |
|                | Estadísticas Lyndra Weaver (19) Marjorie Caicedo (7) Leyda Macias (2) | Reporte Pts Reb Asts                 | Estadísticas (13) Érika de Souza (11) Érika de Souza (4) Débora Costa | Pabellón: COP Arena Árbitros: Aline García Iván Huck Leinel Pino |  |

| 3 de mayo      | Félix Pérez Cardozo                                                     | 71–62                                 | Universidad de Chile                                                        | Asunción                                                                       |  |
| 21:00 (GMT -4) | Parciales: 18-24, 18-12, 17-13, 18-13                                   | Parciales: 18-24, 18-12, 17-13, 18-13 | Parciales: 18-24, 18-12, 17-13, 18-13                                       |                                                                                |  |
|                | Estadísticas Jailin Cherry (22) Maria Jourdheuil (11) Maria Mercado (5) | Reporte Pts Reb Asts                  | Estadísticas (22) Fernanda Ovalle (10) Fernanda Ovalle (5) Fernanda Serrano | Pabellón: COP Arena Árbitros: Leonardo Zalazar Carlos Pallares Nicolás Zivieri |  |

| 4 de mayo      | Sesi Araraquara                                                       | 75–47                               | Universidad de Chile                                                         | Asunción                                                                   |  |
| 17:00 (GMT -4) | Parciales: 16-13, 24-15, 9-10, 26-9                                   | Parciales: 16-13, 24-15, 9-10, 26-9 | Parciales: 16-13, 24-15, 9-10, 26-9                                          |                                                                            |  |
|                | Estadísticas Aline Moura (20) Aline Moura (12) Izabela De Andrade (5) | Reporte Pts Reb Asts                | Estadísticas (12) Fernanda Ovalle (6) Catalina Abuyeres (2) Gabriela Ahumada | Pabellón: COP Arena Árbitros: Leonardo Zalazar Carlos Pallares Leinel Pino |  |

| 4 de mayo      | Félix Pérez Cardozo                                                    | 74–59                                | Ambato Soldiers                                                      | Asunción                                                             |  |
| 20:00 (GMT -4) | Parciales: 22-22, 18-16, 22-9, 12-12                                   | Parciales: 22-22, 18-16, 22-9, 12-12 | Parciales: 22-22, 18-16, 22-9, 12-12                                 |                                                                      |  |
|                | Estadísticas Jailin Cherry (18) Sarah Mgbeike (7) Maria Jourdheuil (5) | Reporte Pts Reb Asts                 | Estadísticas (17) Marjorie Caicedo (7) Laila Raviolo (4) Doris Lasso | Pabellón: COP Arena Árbitros: Aline García Iván Huck Nicolás Zivieri |  |

| 5 de mayo      | Universidad de Chile                                                     | 71–86                                 | Ambato Soldiers                                                    | Asunción                                                                       |  |
| 17:00 (GMT -4) | Parciales: 21-20, 13-21, 19-20, 18-25                                    | Parciales: 21-20, 13-21, 19-20, 18-25 | Parciales: 21-20, 13-21, 19-20, 18-25                              |                                                                                |  |
|                | Estadísticas Javiera Campos (13) Fernanda Ovalle (13) Javiera Campos (5) | Reporte Pts Reb Asts                  | Estadísticas (16) Clenia Noblet (11) Clenia Noblet (6) Doris Lasso | Pabellón: COP Arena Árbitros: Leonardo Zalazar Carlos Pallares Nicolás Zivieri |  |

| 5 de mayo      | Félix Pérez Cardozo                                                    | 80–75                                | Sesi Araraquara                                                         | Asunción                                                         |  |
| 20:00 (GMT -4) | Parciales: 25-8, 18-14, 15-26, 22-27                                   | Parciales: 25-8, 18-14, 15-26, 22-27 | Parciales: 25-8, 18-14, 15-26, 22-27                                    |                                                                  |  |
|                | Estadísticas Jailin Cherry (37) Maria Mercado (7) Maria Jourdheuil (4) | Reporte Pts Reb Asts                 | Estadísticas (18) Jaqueline de Paula (8) Aline Moura (5) Érika de Souza | Pabellón: COP Arena Árbitros: Aline García Iván Huck Leinel Pino |  |

### Grupo B
| Pos. | Equipo               | Pts | PJ | PG | PP | PF  | PC  | Dif |
| ---- | -------------------- | --- | -- | -- | -- | --- | --- | --- |
| 1.   | Obras Sanitarias     | 6   | 3  | 3  | 0  | 235 | 156 | 79  |
| 2.   | Aguada               | 5   | 3  | 2  | 1  | 197 | 209 | -12 |
| 3.   | Club de Tenis La Paz | 4   | 3  | 1  | 2  | 202 | 216 | -14 |
| 4.   | Power Basketball     | 3   | 3  | 0  | 3  | 172 | 225 | -53 |

|  | Clasificado a la siguiente ronda. |

Los horarios corresponden a la hora local.
| 9 de mayo      | Power Basketball                                                        | 58–73                                 | Aguada                                                                        | Buenos Aires                                                                           |  |
| 17:00 (GMT -3) | Parciales: 17-18, 10-19, 16-17, 15-19                                   | Parciales: 17-18, 10-19, 16-17, 15-19 | Parciales: 17-18, 10-19, 16-17, 15-19                                         |                                                                                        |  |
|                | Estadísticas Laura Garrido (18) Leidy Sánchez (12) Isabella Giraldo (4) | Reporte Pts Reb Asts                  | Estadísticas (17) Florencia Fernández (21) Florencia Fernández (5) Sofía Wolf | Pabellón: Estadio Obras Sanitarias Árbitros: Julio Anaya Micaela Prado Nicolás Zivieri |  |

| 9 de mayo      | Obras Sanitarias                                                         | 78–56                                | Club de Tenis La Paz                                                 | Buenos Aires                                                                             |  |
| 20:00 (GMT -3) | Parciales: 23-13, 20-8, 14-11, 21-24                                     | Parciales: 23-13, 20-8, 14-11, 21-24 | Parciales: 23-13, 20-8, 14-11, 21-24                                 |                                                                                          |  |
|                | Estadísticas Alma Bourgarel (16) Agostina Burani (12) Alma Bourgarel (3) | Reporte Pts Reb Asts                 | Estadísticas (13) Nija Collier (12) Diana Cabrera (4) Stephany Luján | Pabellón: Estadio Obras Sanitarias Árbitros: Carlos Velez César Gonçalves María González |  |

| 10 de mayo     | Club de Tenis La Paz                                                 | 76–66                                | Power Basketball                                                           | Buenos Aires                                                                          |  |
| 17:00 (GMT -3) | Parciales: 16-7, 21-21, 15-18, 24-20                                 | Parciales: 16-7, 21-21, 15-18, 24-20 | Parciales: 16-7, 21-21, 15-18, 24-20                                       |                                                                                       |  |
|                | Estadísticas Diana Cabrera (19) Diana Cabrera (18) Diana Cabrera (6) | Reporte Pts Reb Asts                 | Estadísticas (24) Libia de La Rosa (10) Libia de La Rosa (6) Leidy Sánchez | Pabellón: Estadio Obras Sanitarias Árbitros: Julio Anaya Micaela Prado María González |  |

| 10 de mayo     | Obras Sanitarias                                                                   | 81–52                                 | Aguada                                                                     | Buenos Aires                                                                              |  |
| 20:00 (GMT -3) | Parciales: 21-15, 17-15, 24-10, 19-12                                              | Parciales: 21-15, 17-15, 24-10, 19-12 | Parciales: 21-15, 17-15, 24-10, 19-12                                      |                                                                                           |  |
|                | Estadísticas Candela Gentinetta (17) Candela Gentinetta (15) Valeria Fernandez (7) | Reporte Pts Reb Asts                  | Estadísticas (23) Agustina Marín (9) Florencia Fernández (2) Aldana Gayoso | Pabellón: Estadio Obras Sanitarias Árbitros: Carlos Velez Nicolás Zivieri César Gonçalves |  |

| 11 de mayo     | Aguada                                                                            | 72–70                                 | Club de Tenis La Paz                                              | Buenos Aires                                                                            |  |
| 17:00 (GMT -3) | Parciales: 19-20, 20-14, 18-21, 15-15                                             | Parciales: 19-20, 20-14, 18-21, 15-15 | Parciales: 19-20, 20-14, 18-21, 15-15                             |                                                                                         |  |
|                | Estadísticas Florencia Fernández (21) Florencia Fernández (20) Agustina Marín (3) | Reporte Pts Reb Asts                  | Estadísticas (22) Chinna Fair (23) Nija Collier (6) Diana Cabrera | Pabellón: Estadio Obras Sanitarias Árbitros: Carlos Velez Micaela Prado César Gonçalves |  |

| 11 de mayo     | Obras Sanitarias                                                              | 76–48                                | Power Basketball                                                          | Buenos Aires                                                                            |  |
| 20:00 (GMT -3) | Parciales: 25-12, 20-15, 12-9, 19-12                                          | Parciales: 25-12, 20-15, 12-9, 19-12 | Parciales: 25-12, 20-15, 12-9, 19-12                                      |                                                                                         |  |
|                | Estadísticas Delfina Gentinetta (14) Candela Gentinetta (8) Jenifer Muñoz (4) | Reporte Pts Reb Asts                 | Estadísticas (13) Gabriela Chivata (8) Libia de La Rosa (1) Daniela Muñoz | Pabellón: Estadio Obras Sanitarias Árbitros: Julio Anaya Nicolás Zivieri María González |  |

## Final Four

### Cuadro
|  | Semifinales         | Semifinales     |    |                     | Final            | Final       |  |
|  | 15 de junio         | 15 de junio     |    |                     | 16 de junio      | 16 de junio |  |
|  |                     |                 |    |                     |                  |             |  |
|  |                     |                 |    |                     |                  |             |  |
|  | Félix Pérez Cardozo | 74              |    |                     |                  |             |  |
|  | Aguada              | 81              |    |                     |                  |             |  |
|  |                     |                 |    |                     |                  |             |  |
|  |                     |                 |    |                     |                  |             |  |
|  |                     |                 |    |                     | Aguada           | 69          |  |
|  |                     | SESI Araraquara | 87 |                     |                  |             |  |
|  |                     |                 |    |                     |                  |             |  |
|  |                     |                 |    |                     |                  |             |  |
|  |                     |                 |    |                     | Tercer lugar     |             |  |
|  |                     |                 |    |                     |                  |             |  |
|  | Obras Sanitarias    | 50              |    | Félix Pérez Cardozo | 71               |             |  |
|  | SESI Araraquara     | 59              |    |                     | Obras Sanitarias | 75          |  |

### Final Four

#### Semifinales
| 15 de junio | Félix Pérez Cardozo                                           | 74–81                | Aguada                                                                  | Luque               |  |
|             | Parciales: 16- 19, 28- 23, 18- 19, 12- 20                     |                      |                                                                         |                     |  |
|             | Estadísticas Jailin Cherry 19 Sarah Mgbeike 7 Maria Mercado 5 | Reporte Pts Reb Asts | Estadísticas Agustina Marin 27 Florencia Fernandez 12 Florencia Niski 6 | Pabellón: COP Arena |  |

| 15 de junio | Obras Sanitarias                                                 | 50–59                | Sesi Araraquara                                                           | Luque               |  |
|             | Parciales: 15- 18, 10- 21, 11- 11, 14- 9                         |                      |                                                                           |                     |  |
|             | Estadísticas Camila Suárez 15 Agostina Burani 10 Camila Suarez 3 | Reporte Pts Reb Asts | Estadísticas Gabriella D'Arrigo 17 Leticia Soares 11 Gabriella D'Arrigo 4 | Pabellón: COP Arena |  |

#### Tercer lugar
| 16 de junio | Félix Pérez Cardozo                                           | 71–75                | Obras Sanitarias                                                    | Luque               |  |
|             | Parciales: 21- 30, 21- 14, 13- 14, 16- 17                     |                      |                                                                     |                     |  |
|             | Estadísticas Sarah Mgbeike 15 Deanna Wilson 9 Maria Pereira 4 | Reporte Pts Reb Asts | Estadísticas Florencia Chagas 23 Jenifer Muñoz 7 Florencia Chagas 3 | Pabellón: COP Arena |  |

#### Final
| 16 de junio | Aguada                                                                  | 69–87                | SESI Araraquara                                                       | Luque               |  |
|             | Parciales: 18- 23, 10- 23, 16- 19, 25- 22                               |                      |                                                                       |                     |  |
|             | Estadísticas Agustina Marin 28 Florencia Fernandez 10 Florencia Niski 3 | Reporte Pts Reb Asts | Estadísticas Emanuely De Oliveira 22 Leticia Soares 13 Débora Costa 5 | Pabellón: COP Arena |  |

SESI Araraquara

Campeón

1er. título

## Equipo ideal
Finalizado el torneo, la organización designó el siguiente equipo ideal de la competencia:
- Gabriella D'Arrigo (SESI Araraquara) - Jugadora más valiosa (MVP)
- Emanuely De Oliveira - SESI Araraquara (Alera)
- Agustina Marín - Aguada (Escolta)
- Camila Suárez - Obras (Armadora)
- María Pereira - Félix Pérez (Base)